# Щукины
Щукины — купеческий и несколько древних польско русских дворянских родов, вероятно одного происхождения.
1. Происходит от выходца из польской шляхты Якова Щуки (1682). Сын его, Анисим Щукин жалован (1691) за службу поместьем.  Род записан в VI часть дворянской родословной книги Московской губернии[1][2] Герб внесён во II часть Общего Гербовника.
2. Восходит к началу XVII века и происходит от «славного воинскими подвигами» Ивана Петровича Щукина. Род записан в VI часть родословной книги Калужской губернии[3].
3. Потомство вице-капрала лейб-кампании Наума Афанасьевича Щукина.
4. Род купцов Щукиных. Николай Александрович Щукин (1798—1856), коллежский советник, обер-секретарь департамента Правительствующего Сената, жалован (28.03.1841) дипломом на потомственное дворянское достоинство. Определениями Санкт-Петербургского дворянского депутатского собрания (от 20.01.1828) Николай Щукин, из купеческого звания, признан в потомственном дворянском достоинстве с внесением в III часть Родословной книги, с внесением в I часть Родословной книги, по ордену Святой Анны 1-й степени, (20.03.1828). (Герб. Часть XVII. № 6).

## Происхождение и история рода
В Родословной книге из собрания князя М.А. Оболенского записано: в дни великого князя Александра Невского приехал из немец муж честен, имя ему Гаврила. От него пошли рода: Кутузовых, Щукиных, Коровиных, Ляпиных, Голенищевых. В поколенной росписи Кутузовых записано, что Юрий Фёдорович Кутузов имел сыны Фёдора Щука, у которого было два сына - Иван и Данила, оба показаны бездетными. В дальнейшем в роду Кутузовых (Голенищевых-Кутузовых) упоминаются  Щукин Афанасий, воевода в Ланшеве (1615-1616) и Щука-Кутузов Иван Захарьевич воевода в Сургуте (1620-1622). Также, как об самостоятельном роде Щука-Кутузовых (Щукиных) происходящих от рода Кутузовых упоминается в Бархатной книге и научном труде историка Г. Ф. Миллера: "Известия о дворянах российских".
В исторических документах упомянуты муромские дети боярские: Степан, Гаврила, Фёдор Логиновы, а также Олядя и Ларка Васильевы дети  Щукины, обвинённые в намерении бежать в Литву (1523-1524). По историческому документу представители рода упомянуты, как Щукины, так и Щукины-Кутузовы. Тимофей Щукин упомянут в г. Медынь (1539).

## Описание гербов

#### Герб. Часть XVII. № 5.
Герб вице-капрала лейб-компании Наума Афанасьевича Щукина: на две части вдоль разделенный щит, у которого правая часть показывает в чёрном поле золотое стропило с наложенными на нем тремя горящими гранатами натурального цвету между тремя серебряными звездами, яко общей знак особливой Нам и всей Империи Нашей при благополучном Нашем с помощью Всевышнего на родительский Наш наследный престол вступлении верно оказанной службы и военной храбрости, а левая содержит в красном поле диагонально в правый верхний угол золотую щуку с голубыми перьями и красными глазами. Над щитом несколько открытой к правой стороне обращенный стальной дворянский шлем, который украшает наложенная на него обыкновенная Лейб-компании гренадерская шапка с красными и белыми страусовыми перьями и с двумя по обеим сторонам распростертыми орловыми крылами чёрного цвета, на которых повторены три серебряные звезды. По сторонам щита опущен шлемовной намёт красного и чёрного цветов, подложенный золотом, с приложенною внизу щита подписью: «За верность и ревность».
Примечание: Наум Афанасьевич Щукин, из дворян Перемышльского уезда, подтверждён в потомственном дворянском достоинстве (31.12.1741), герб внесён в Часть XVII сборника дипломных гербов Российского дворянства, не внесённых в ОГДР.

#### Герб. Часть II. № 130
Герб потомства польского шляхтича Якова Щуки: в щите, имеющем красном поле, изображены, в верхней части, две восьмиугольные звезды золотые. В нижней части — рука в латах, держащая за остроконечие золотую булаву. По сторонам сей булавы видны сабля и две стрелы серебряные, положенные перпендикулярно на натянутый лук, золотом означенный.
На щите дворянский коронованный шлем. Нашлемник: сидящая птица. Намёт на щите красный, подложенный золотом.

#### Герб. Часть XVII. № 6.
Герб коллежского советника Николая Александровича Щукина: в красном поле справа налево диагонально голубая река, в ней щука. Вверху, в красном поле золотой улей с пятью летящими пчелами. В низу, в красном поле жезл Меркурия и две золотые звезды – одна слева вверху, другая справа внизу. Над щитом дворянский коронованный шлем с тремя страусовыми перьями. Намёт голубой, подложен серебром.

## Известные представители
- Щукин Афанасий — воевода в Ланшеве (1615-1616).
- Щукин Семён Юрьевич — стряпчий (1692).
- Щукин Анисим Яковлевич — дьяк (1703).
- Щукин — подпоручик 21 егерского полка, погиб в сражении под Смоленском (04-07 августа 1812), его имя занесено на стену храма Христа Спасителя[2][5].